# Universidade Cádi Ayyad
A Universidade Cádi Ayyad (em árabe: جامعة القاضي عياض; em francês: Université Cadi Ayyad), também conhecida como Universidade de Marraquexe é uma universidade sediada em Marraquexe, Marrocos. Fundada em 1978, é uma das principais universidades do país. Tem 13 faculdades e escolas superiores, oito delas em Marraquexe, uma em Essaouira, uma em El Kelaa des Sraghna e três em Safim.

## Estabelecimentos
Em Marraquexe
- Faculdade de Ciências Semlalia
- Faculdade de Ciências e Técnicas de Gueliz
- Escola Nacional de Ciências Aplicadas
- Faculdade de Ciências Jurídicas, Económicas e Socias
- Escola Nacional de Comércio e Gestão
- Faculdade de Medicina e Farmácia
- Faculdade de Letras e Ciências Humanas
- Escola Normal Superior

Em Essaouira
- Escola Superior de Tecnologias

Em El Kelaa des Sraghna
- Centro Universitário Kelaa des Sraghna

Em Safim
- Faculdade Polidisciplinar
- Escola Nacional de Ciências Aplicadas
- Escola Superior de Tecnologias